# Ojerzyce
Ojerzyce (niem. Oggerschütz) – wieś w Polsce położona w województwie lubuskim, w powiecie świebodzińskim, w gminie Szczaniec.
W XV wieku dobra ziemskie leżące w rejonie dzisiejszej wsi Ojerzyce były przedmiotem zainteresowania różnych rodów, m.in. von Walderode, von Schlichting i von Stentzsch. Jednak Evę Marię von Kalckreuth z Wolimirzyc, zamężną od 1668 roku z Casparem Sigismundem von Knobelsdorffem – starostą świebodzińskim i właścicielem Myszęcina uznaje się za pierwszą pewną właścicielkę wsi. W 1675 roku zmarł Caspar i prawdopodobnie rok przed śmiercią przeprowadził się do Ojerzyc. Natomiast w 1677 roku wdowa wyszła za mąż za Ernsta Ferdynanda von Maxen i w Ojerzycach mieszkała do swojej śmierci w 1694 roku. Spadkobiercy Evy Marii sprzedali majątek na początku XVIII wieku, w 1706 roku Samuelowi von Kalckreuthowi. W niedługim czasie właścicielami ojerzyckiego majątku stali się członkowie rodziny von Briesen, którzy władali również dobrami w Jeziorach. Około 1790 roku właścicielem dóbr ojerzyckich był Hanns Heinrich von Briesen. Na terenie wsi znajdowały się w tym czasie m.in. 2 folwarki, kościół katolicki z plebanią, 2 młyny wiatrowe, a w 47 gospodarstwach mieszkało 270 osób. 
Inicjatorem unowocześnienia uprawy roli we wsi była Rodzina von Briesen, która wprowadziła hodowlę owiec, ponadto założyła park, w którym zbudowano pałac. Majątki, które znajdowały się w Ojerzycach i Jeziorach były przez pewien okres dzierżawione przez Johanna Gottloba Gardta. Ojerzyce w drugiej połowie XIX wieku znajdowały się przez kilkadziesiąt lat w rękach nietytułowanych właścicieli, jak Alexander Hielscher i rodzina Schneider. Dzięki zamążpójściu właścicielki majątku Marii Schneider za Eugena von Schmelinga, Ojerzyce w 1879 roku stały się ponownie własnością szlachecką. Za czasów rodziny von Schmeling dokonano zmian w założeniu parkowym oraz przebudowano pałac, a majątek ojerzycki do 1907 roku pozostawał w rękach tej rodziny, kiedy to Dorota Maria von Schmeling wyszła za mąż za hrabiego Friedricha Carla von Hahna. Jedenastoletni syn Friedrich Walther von Hahn przejął posiadłość formalnie w 1932 roku. Zabudowania dawnego folwarku można obejrzeć w północno-wschodniej części wsi, a zwłaszcza otoczony parkiem pałac. 
W latach 1975–1998 miejscowość administracyjnie należała do województwa zielonogórskiego.

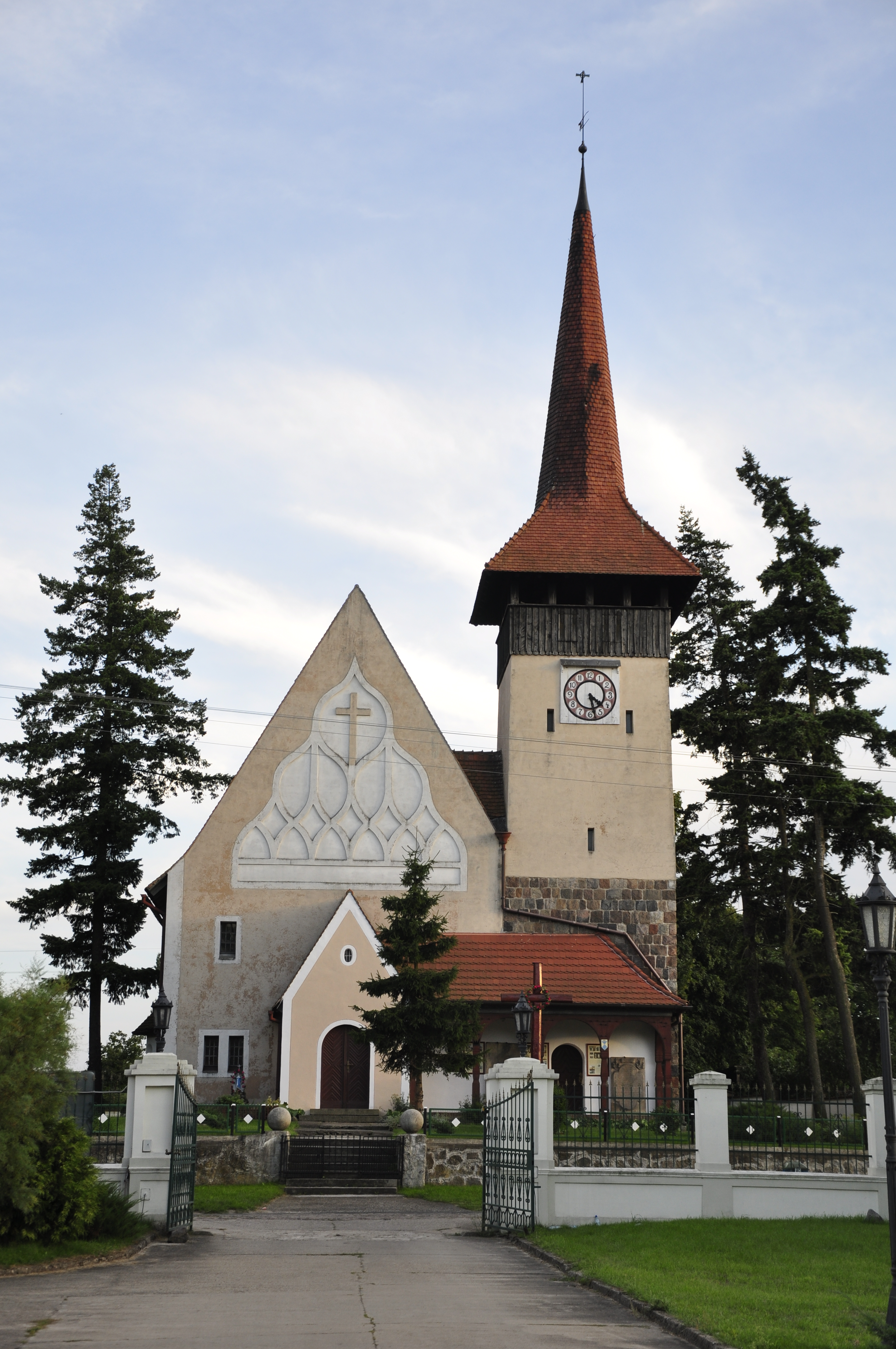
Kościół w Ojerzycach

## Zabytki
Do wojewódzkiego rejestru zabytków wpisany jest:
- zespół pałacowy i folwarczny:
  - pałac, renesansowy, z 1885 roku[8]. Murowana, podpiwniczona budowla została założona w XVIII stuleciu na planie prostokąta (skrzydło zachodnie) i uzupełniona w XIX wieku wyższym, wschodnim. Wysokimi szczytami charakteryzują się obydwa skrzydła, które nakryto dachami dwuspadowymi z lukarnami[6]. Posiadają użytkowane dwupoziomowo poddasza. W środkowej części starszego, parterowego skrzydła zachodniego mieści się wejście główne, które jest poprzedzone schodami. Bogatym detalem architektonicznym w postaci boniowanych naroży i obramień okiennych ozdobiono elewacje pałacu[6]. Boniowane pilastry podtrzymujące trójkątny tympanon flankują wejście główne. Wydatnymi gzymsami zostały ozdobione trójkątne szczyty, a wieńczą je metalowe sterczyny. Zachowała się część oryginalnego wystroju wewnątrz pałacu, jak posadzka i klatka schodowa zbudowana we wschodnim skrzydle. Przez wiele powojennych lat dawna rezydencja użytkowana przez państwowe gospodarstwo rolne i inne instytucje, została gruntownie wyremontowana po 1993 roku i obecnie, zachowując dobry stan techniczny, pełni funkcję hotelu[6].
  - park
  - stajnia
  - obora
  - chlewnia
  - oficyna
  - oficyna
  - magazyn
  - magazyn
  - gołębnik

inne zabytki:
- kościół filialny pw. św. Jana Chrzciciela. Jest murowaną budowlą protestancką, która powstała w 1910 roku w miejsce rozebranej świątyni szachulcowej, a po raz pierwszy wzmiankowanej w 1670 roku[6]. Dzięki fundacji rodziny von Schmeling, nowy obiekt zbudowano z ciosanego granitu oraz cegły. Świątynia była konsekrowana przez katolików w 1947 roku. Jest jednonawową budowlą o korpusie kształtem zbliżonym do kwadratu, z wysokim dachem dwuspadowym[6]. Półkolista apsyda z dwiema prostokątnymi przybudówkami znajduje się przy prezbiterium. Otwarty do wnętrza półkolisty ryzalit umieszczono we wschodniej części korpusu. Wieża stoi przy północno-zachodnim narożniku korpusu, a przed nią drewniany ganek. Drewnianą galeryjką jest zwieńczona wieża, którą nakrywa wysoki hełm, czterospadowy z okapem w dolnej części, a stromy stożkowy w górnej. Wejścia do świątyni umieszczone w przyziemiu wieży i w fasadzie korpusu zamknięte są półkoliście. Strop belkowy z malowanym pułapem przykrywa wnętrze korpusu[6]. Zachowała się wewnątrz empora organowa wsparta na drewnianych, wielobocznych słupach. Ołtarz główny i prospekt organowy z około 1910 roku, ambona oraz chrzcielnica z 1910 roku reprezentuje zabytkowe wyposażenie świątyni. Warto zwrócić także uwagę na kamienne płyty epitafijne, pochodzące z XVII i XVIII wieku[9].